# Рохеліо Ромеро
Рохеліо Ромеро (ісп. Rogelio Romero, 23 лютого 1995) — мексиканський боксер, призер чемпіонату світу серед аматорів і Панамериканських ігор.

## Любительська кар'єра
На Іграх Центральної Америки і Карибського басейну 2014 здобув дві перемоги, а у півфіналі програв Хуліо Сезар Ла Крузу (Куба).
На Панамериканських іграх 2015 програв у другому бою і завоював бронзову медаль.
На чемпіонаті світу 2017 програв у другому бою Хуліо Сезар Ла Крузу (Куба).
На Іграх Центральної Америки і Карибського басейну 2018 здобув дві перемоги, а у фіналі програв Хуліо Сезар Ла Крузу (Куба).
На Панамериканських іграх 2019 програв у першому бою, але отримав бронзову медаль.
На Олімпійських іграх 2020 в першому бою переміг Луку Плантича (Хорватія), а в другому програв Арлену Лопесу (Куба).
На чемпіонаті світу 2021 програв у другому бою.
На чемпіонаті світу 2023 завоював бронзову медаль.
- В 1/8 фіналу переміг Парвіза Карімова (Таджикистан) — 5-0
- У чвертьфіналі переміг Нельсона Вільямса (Куба) — 5-0
- У півфіналі програв Шарабутдіну Атаєву (Росія) — 0-5